# À la croisée des chemins (Doctor Who)
Pour les articles homonymes, voir À la croisée des chemins.
À la croisée des chemins est le 13e épisode de la Saison 1 de la deuxième série de la série télévisée britannique Doctor Who, il conclut l'histoire entamée avec Le Grand Méchant Loup.

## Accroche
Les Daleks sont de retour et prêts à envahir la Terre. Le Docteur, accompagné de Jack Harkness et du personnel du Satellite 5, doit combattre ce qui s'apparente à une extermination des êtres humains.

## Distribution
- Christopher Eccleston : Le neuvième Docteur
- Billie Piper : Rose Tyler
- John Barrowman : Capitaine Jack Harkness
- Camille Coduri : Jackie Tyler
- Noel Clarke : Mickey Smith
- Jo Joyner : Lynda
- Paterson Joseph : Rodrick
- Nisha Nayar – La femme programmateur
- Anne Robinson – Voix d'Anne Droïd
- Nicholas Briggs – Voix des Daleks
- Alan Ruscoe – Androïde
- Jenna Russell – Cheffe d'étage
- David Tennant : Le dixième Docteur

## Résumé
Le Docteur et Jack foncent avec le TARDIS vers Rose. Ils arrivent dans le vaisseau et se font protéger par le champ de protection du TARDIS. Là, le Docteur fait la connaissance du « dieu » des Daleks. Les héros reviennent dans le Satellite 5 et tentent de protéger les personnes encore dedans. Chaque personne a une arme. Le Docteur tente de créer une onde Delta pour détruire les Daleks, tout en sachant que l'onde anéantirait également les humains.
Plus tard, le Docteur renvoie le TARDIS dans le passé, avec Rose à l'intérieur, à son époque. Le Docteur souhaite à Rose une belle vie et lui dit de laisser mourir le TARDIS. Rose, dévastée, déjeune avec Jackie et Mickey. Après s'être promenée avec Mickey, elle remarque de nouveau les mots BAD WOLF tagués près de sa maison. Elle pense que c'est un moyen de retrouver le Docteur. Avec l'aide de Mickey et de Jackie, Rose arrive à ouvrir la console du TARDIS et en voit l'âme. Les portes du TARDIS se referment devant Jackie et Mickey.
Dans le Satellite 5, plusieurs personnes se font tuer, y compris Jack et Lynda. Les Daleks rejoignent le Docteur. Le Docteur, pensant que c'est son heure, accepte sa mort, car il est incapable de supprimer la race humaine. Le TARDIS apparaît et Rose en ressort. Elle se retrouve toute-puissante, capable d'avoir le pouvoir de vie ou de mort. Elle ramène à la vie Jack et divise les atomes des vaisseaux Daleks. Le Docteur comprend que c'est elle le « Méchant loup ». Elle a envoyé les mots dans le temps et l'espace. Mais le pouvoir est trop grand pour elle : le Docteur embrasse alors Rose pour absorber l'énergie et la renvoyer ensuite au TARDIS. Rose s'évanouit, le Docteur la ramène au TARDIS et ils partent en laissant derrière eux Jack. Rose se réveille sans aucun souvenir de son exploit. Devant elle, le Neuvième Docteur fait ses adieux à Rose et se régénère.
Le Dixième Docteur fait son apparition devant une Rose plus qu'effrayée.

### Continuité
- Occurrence du Mot « Bad Wolf » : tagué sur les murs près de la maison de Rose et dans le restaurant où Rose déjeune avec Jackie et Mickey ; il y a une petite affiche derrière Rose où on peut lire « BAD WOLF ». La raison de sa répétition est finalement expliquée dans cet épisode.
- Le Docteur était appelé « la tempête imminente » dans un roman de Paul Cornell dérivé de la série, Love and War.
- Malgré l'affirmation de Rose, le TARDIS possède un bouclier de champ de force depuis longtemps (« The Armageddon Factor »  en 1979).
- L'empereur Dalek vu dans cet épisode renvoie à celui vu dans l'épisode de 1967 « The Evil of the Daleks ».
- L'épisode montre pour la première fois de l'histoire de la série un baiser entre deux personnes du même sexe lorsque Jack embrasse brièvement le Docteur sur la bouche afin de lui souhaiter bonne chance.
- L'arme dont se sert Jack pour tuer un Dalek est semblable à celle que le Docteur aurait pu utiliser à la fin de « Dalek ».
- Rose convainc sa mère de l'aider en lui expliquant qu'elle a changé le cours du temps en permettant à son père de ne pas mourir seul, ce qui arrive à la fin de « Fêtes des pères », et l'utilisation du pouvoir du cœur du TARDIS avait déjà été mise en œuvre à la fin de « L'Explosion de Cardiff ».
- C'est dans cet épisode que Christopher Eccleston passe la main à David Tennant qui devient alors le dixième Docteur.
- Le personnage du Capitaine Jack Harkness réapparaît après cet épisode dans la série Torchwood, dans laquelle sont dévoilées les conséquences de sa résurrection.